# Věra Jandová
Věra Jandová (* 6. prosince 1937) byla česká a československá politička Komunistické strany Československa a poslankyně Sněmovny lidu Federálního shromáždění za normalizace.

## Biografie
K roku 1971 i 1976 se profesně uvádí jako členka JZD. Ve volbách roku 1971 byla zvolena do Sněmovny lidu Federálního shromáždění (volební obvod č. 122 – Velké Meziříčí, Jihomoravský kraj) jako bezpartijní poslankyně. Mandát obhájila ve volbách roku 1976 (obvod Žďár nad Sázavou), nyní již jako členka KSČ, a volbách roku 1981 (obvod Žďár nad Sázavou). Ve FS setrvala do konce funkčního období, tedy do voleb roku 1986.